# Jean Tourlonias
Jean Tourlonias (né le 29 juillet 1937 à  Cébazat et mort dans la même ville le 25 juin 2000) est un peintre français.

## Biographie
Sa vie paisible et rustique est interrompue lorsqu'il est mobilisé pour la Guerre d'Algérie. À son retour, il devient jardinier et commence à peindre de manière épisodique. C'est en 1986 qu'il trouve son style; un style qui répond à sa passion pour l'automobile et les sports mécaniques.
Il ne conçoit la peinture que sur commande, au salaire-horaire d'un ouvrier, et uniquement sur des toiles de 65 × 100 cm, détournant les véhicules du quotidien, voitures et motos, pour en faire des bolides surpuissants. Ses prototypes ultra performants sont toujours accompagnés d'une explication technique et d'une dédicace adressée à des célébrités ou aux acquéreurs.
Son œuvre singulière s'apparente à l'art brut. La production artistique de Tourlonias atteint son apogée dans les années 1990 ; ses toiles sont alors exposées dans le monde entier. Notamment aux États-Unis, en Allemagne et au Japon.

## Publication
- Joe Ryczko, Jean Tourlonias, Lausanne, Collection de l'art brut, 1997Article dans L'Art brut N°20
- Solitaerer, Sammling Eternod-Mermod, Waldemarsudde Museum, Stockholm, 2000 and Malmoe Konstmuseum
- Eternity has no door of Escape” opera di Art Brut della collezione Eternod-Mermod, collection Eternod-Mermod
- Galleria Gottardo Lugano 2001, textes de Roger Cardinal, Elisa Fulco, Jacqueline Porret-Forel et Geneviève Roulin